# Landscheid
Landscheid (Lautschrift in Eifeler Mundart: Lähschend) in der Eifel ist eine Ortsgemeinde im Landkreis Bernkastel-Wittlich in Rheinland-Pfalz. Sie gehört der Verbandsgemeinde Wittlich-Land an.

## Geographie
Landscheid liegt in der Eifel. Von der Gemeindefläche sind 57 % bewaldet und 31 % als Landwirtschaftsfläche ausgewiesen (Stand 2012).

### Gemeindegliederung
Die Gemeinde gliedert sich in drei Ortsbezirke (Einwohner Stand 30. Juni 2016):
| Ortsbezirk | zugehörende Ortsteile | Einwohner |
| ---------- | --------------------- | --------- |
| Landscheid | Hof Hau, Hof Raskop   | 1.317     |
| Niederkail | Hof Mulbach           | 538       |
| Burg       | Altenhof, Gut Heeg    | 378       |

### Nachbargemeinden
Landscheid grenzt an Großlittgen, Musweiler, Hupperath, Bergweiler, Bruch, Arenrath, Binsfeld, Spangdahlem, Gransdorf, Schwarzenborn und Eisenschmitt.

## Geschichte

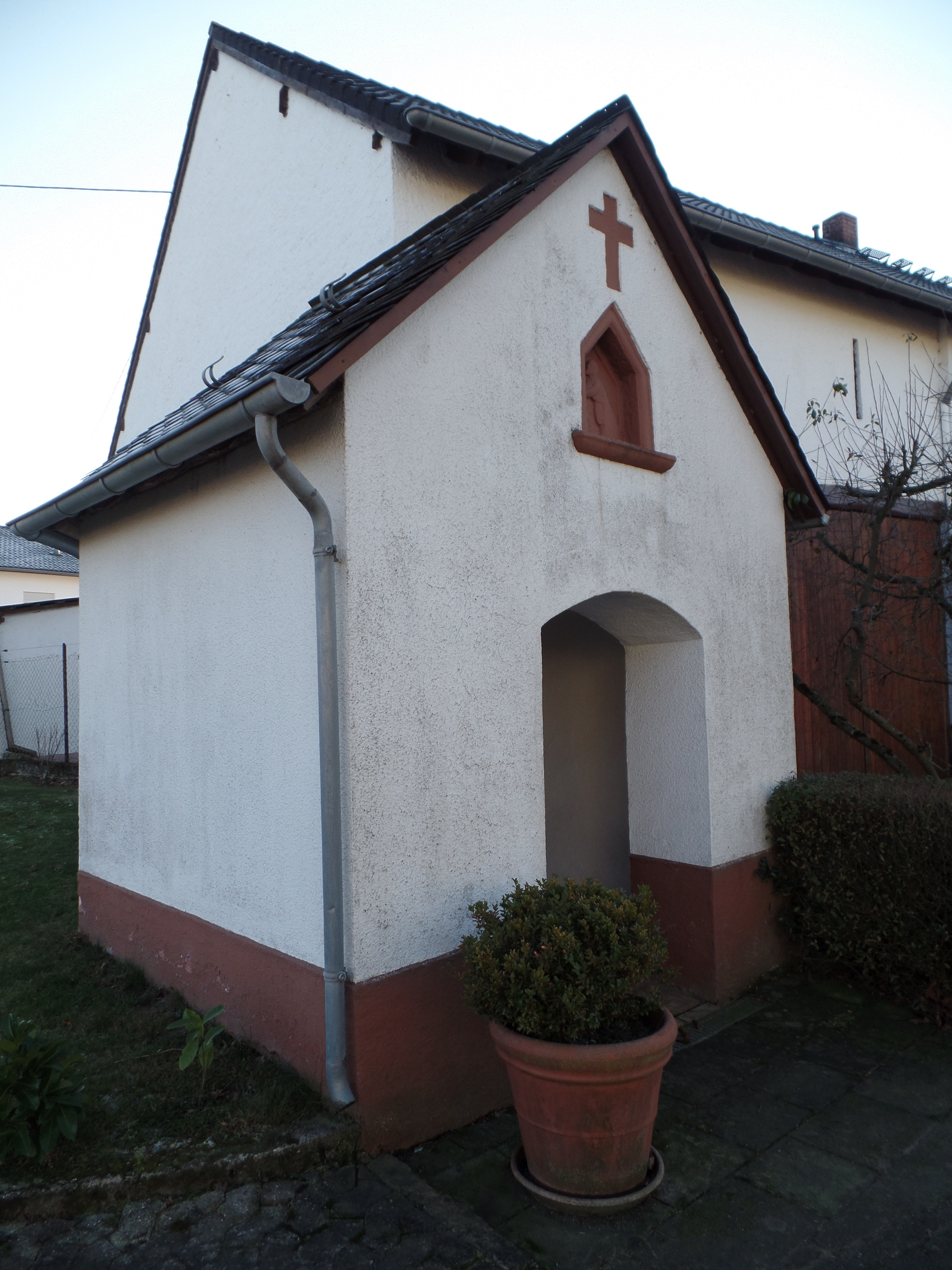
Dank-Kapelle in der Burger Straße

Erste Spuren der Besiedlung stammen aus dem ersten Jahrhundert n. Chr. Die Burscheider Mauer ist eine als Fliehburg genutzter Ringwall der Kelten.
Landscheid wurde erstmals 1157 als Langescheit in einer Urkunde erwähnt. Der heutige Ortsteil Burg wurde erstmals im Jahre 1184 und im Jahr 1211 auch der Ort Niederkail in einem Dokument aufgeführt. Grundherr war das Kloster Himmerod, Landesherr das Erzstift Trier. Eine weitere Quelle besagt, dass Niederkail 1070 als Wohnort des Edelmannes Godefried von der Keyle erwähnt wurde.
Ab 1794 stand das Gebiet der heutigen Gemeinde unter französischer Herrschaft, 1815 wurde es auf dem Wiener Kongress dem Königreich Preußen zugeordnet. Seit 1946 ist es Teil des damals neu gebildeten Landes Rheinland-Pfalz.
Mit Wirkung vom 1. Dezember 1975 wurden die bis dahin selbständigen Ortsgemeinden Burg (Salm) mit 390 Einwohnern, Landscheid (1135 Einwohner) und Niederkail (627 Einwohner) aufgelöst und die Ortsgemeinde Landscheid neu gebildet.
Bevölkerungsentwicklung
Die Entwicklung der Einwohnerzahl von Landscheid bezogen auf das heutige Gemeindegebiet; die Werte von 1871 bis 1987 beruhen auf Volkszählungen:
| Jahr | Einwohner |
| ---- | --------- |
| 1815 | 1.176     |
| 1835 | 1.637     |
| 1871 | 1.584     |
| 1905 | 1.881     |
| 1939 | 1.914     |
| 1950 | 1.931     |
| 1961 | 1.982     |

| Jahr | Einwohner |
| ---- | --------- |
| 1970 | 2.187     |
| 1987 | 1.982     |
| 1997 | 2.250     |
| 2005 | 2.075     |
| 2011 | 1.958     |
| 2017 | 2.115     |
| 2023 | 2.218     |

## Politik

### Bürgermeister
Marita Illigen (CDU) wurde am 8. Dezember 2022 Ortsbürgermeisterin von Landscheid, nachdem sie bereits als Erste Beigeordnete seit September die Amtsgeschäfte ausgeübt hatte. Bei der Direktwahl am 27. November 2022 war sie mit einem Stimmenanteil von 68,3 % gewählt worden.
Illigen wurde im August 2024 vom Rat wiedergewählt.
Illigens Vorgänger Michael Comes hatte das Amt am 10. Oktober 2019 übernommen. Bei der Wiederholungswahl am 22. September war er mit einem Stimmenanteil von 50,7 % gewählt worden. Diese war notwendig geworden, weil bei der Direktwahl am 26. Mai 2019 die einzige Bewerberin die notwendige Mehrheit nicht erreicht hatte. Für fünf Jahre gewählt, kündigte Comes Ende Juli 2022 an, sein Amt mit Wirkung zum 31. August 2022 vorzeitig niederzulegen, wodurch eine Neuwahl erforderlich wurde. Der Vorgänger von Comes, Ewald Heck, war im Oktober 2007 zum Nachfolger von Egon Birresborn gewählt worden.

### Wappen
Die Bezirksregierung Trier erteilte am 5. Dezember 1980 die Genehmigung ein eigenes Wappen zu führen.
| Wappen von Landscheid | Blasonierung: „Schild gespalten, vorne in Gold ein blauer Krummstab, hinten in Rot ein sechs-speichiges goldenes Rad.“ |
| Wappen von Landscheid | Wappenbegründung: Der blaue Krummstab symbolisiert das Kirchenpatronat der Äbtissin Gertrud von Nivelles. Das goldene Rad wurde aus dem Wappen der ehemals eigenständigen Gemeinde Niederkail entnommen. Durch das sechs-speichige Rad werden der ambulante Handel sowie die Landwirtschaft symbolisiert. |

## Kultur und Sehenswürdigkeiten

### Kultur- und Naturdenkmale
- Liste der Kulturdenkmäler in Landscheid
- Liste der Naturdenkmale in Landscheid

### Regelmäßige Veranstaltungen
Im Ortsteil Landscheid finden in Tradition zum ambulanten Handel ein Frühjahrs- und ein Weihnachtsmarkt statt.

## Wirtschaft und Infrastruktur

### Verkehr
- Durch das Gemeindegebiet führt die BAB 60 mit der direkten Anschlussstelle Landscheid. Die B 50 verbindet Landscheid mit den Regionalzentren Wittlich und Bitburg.
- An den ÖPNV ist Landscheid mit der RegioLinie 400 (Bitburg-Wittlich) angeschlossen.

### Ansässige Unternehmen
- suki.international GmbH mit ca. 50 % Marktanteil bei sichtverpackten Kleineisenwaren in Deutschland.
- Börner GmbH Hersteller von Haushaltsprodukten mit ca. 70 Mitarbeitern.

### Bildung
In Landscheid gibt es neben einem Kindergarten mit Ganztagsbetreuung eine Grundschule. Weiterführende Schulen gibt es in Wittlich und Bitburg.

### Energie
Die Orte Landscheid und Burg werden über ein Wärmenetz der Firma Forstservice Raskop versorgt. Bereits seit 2011 versorgte die Firma einzelne Gewerbebetriebe und Privathäuser in Landscheid. Seit 2021 wird das Wärmenetz deutlich erweitert und eine neue Heizzentrale errichtet, die drei Heizkessel, die mit Holzhackschnitzeln betrieben werden, und zwei Pufferspeicher enthält. Es werden nach der Fertigstellung rund 200 Haushalte versorgt.

## Persönlichkeiten
- Jakob Marx (* 8. September 1803 in Landscheid; † 13. Februar 1876 in Trier) war ein römisch-katholischer Theologe, Kirchenhistoriker, Professor und Domkapitular in Trier.
- Peter Zirbes (* 10. Januar 1825 in Niederkail; † 14. November 1901), war ein fahrender „Sänger“ (Poet) aus Niederkail. Im Ort gibt es eine Straße, die nach ihm benannt wurde. Sein Wohnhaus ist noch vorhanden und ist ein Besichtigungsziel der Touristen.
- Otto Follmann (* 10. Dezember 1856; † 1926), Geologie-Professor
- Alfred Börner (* 29. Oktober 1910 in Lichtenberg/Erzgeb.; † 2. Februar 1999 in Niederkail), langjähriger Geschäftsführer der Börner Gruppe, Sponsor des lokalen Sports, Träger der Rudolf-Diesel-Medaille, Erfinder innovativer Neuerungen im Bereich der Gemüsehobel, z. B. des V-Hobels
- Karl Hofstätter (* 9. Dezember 1926 in Domstadtl; † 4. Dezember 2017 in Niederkail), Ortsbürgermeister von Niederkail von 1964 bis 1975, Ortsbürgermeister der Gemeinde Landscheid von 1976 bis 1989, Träger der Verdienstmedaille des Verdienstordens der Bundesrepublik Deutschland.